# Hernán Masanés
Hernán Masanés Jimeno (2 de octubre de 1931 – 8 de agosto de 2018) fue un ciclista olímpico. Compitió en los los Juegos Olímpicos de Helsinki 1952 y Meloburne 1956.

## Biografía
Hernán Masanés siguió los pasos de su hermano Mario que participó en la categoría de ciclismo de los Juegos Olímpicos de Londres 1948, donde acabó en quinto lugar. En 1949, Héctor se impuso a su hermano en el Campeonato Chileno celebrado en el Estadio Nacional.
Un año después, Hernán se proclamó subcampeón sudamericano de velocidad. En 1952, disputó sus primeros Juegos Olímpicos de Helsinki y por un escaso margen, se quedó a un paso de la final. Meses después, los hermanos Masanés consiguieron el título Sudamericano de ciclismo en pista celebrado en Montevideo. En este campeonato, Hernán ganó el kilómetro en velocidad y acabó segundo en la prueba australiana y en kilómetro contrarreloj.
En 1956, Hernán Masanés volvió a participar en los Juegos Olímpicos. Acabó en el puesto 17 en el kilómetro. Continuó con títulos a nivel local hasta el año 1958, retirándose en 1962.